# Епархия Коимбры
 Епархия Коимбры (лат. Dioecesis Conimbricensis) — епархия Римско-Католической церкви с центром в городе Коимбра, Португалия. Епархия Коимбры входит в митрополию Браги. Кафедральным собором епархии Коимбры является церковь Успения Пресвятой Девы Марии.

## История
Епархия Коимбры была основана в VI века. Первоначально кафедра епископа находилась в городе Кондейша-а-Нова. В последнюю четверть VI века епископ переехал в Коимбру и епархия приобрела нынешнее название. В 712 году Комбра была захвачена арабами и кафедра епархии Коимбры была вакантна до 1064 года. После освобождения Коимбры был между 1140 и 1180 гг. был построен собор святого Доминика.
25 сентября 1472 года португальский король Афонсу V предоставил епископам Комибры титул графа.
22 мая 1545 года епархия Коимбры передала часть своей территории в пользу новой епархии Лейрии (сегодня — Епархия Лейрия-Фатимы).
В середине XVII века епархия Коимбры оказалась в сложной ситуации из-за того, что Святой Престол не признал Жуана IV и его епископские назначения. По этой причине кафедра епархии Коимбры была вакантной с 1646 по 1670 года.
12 апреля 1774 года епархия Коимбры передала часть своей территории новой епархии Авейру.
30 сентября 1881 года в связи с реорганизацией епархии Лейрия и Авейру были упразднены, а их территории переданы епархии Коимбры. В этот же день епархия Коимбры передала часть своей территории епархии Гуарды.
17 января 1918 года и 24 августа 1938 года были восстановлены епархии Лейрия и Авейру и епархия Коимбры передала этим епархиям часть своей территории.

## Источник
- Annuario Pontificio, Libreria Editrice Vaticana, Città del Vaticano, 2003, ISBN 88-209-7422-3;
- José Pedro Paiva, Os bispos de Portugal e do Império: 1495—1777, Coimbra 2006, ISBN 972-8704-85-2.